# Paris-Roubaix 1970
Paris-Roubaix 1970 a fost a 68-a ediție a Paris-Roubaix, o cursă clasică de ciclism de o zi din Franța. Evenimentul a avut loc pe 12 aprilie 1970 și s-a desfășurat pe o distanță de 266 de kilometri de la Compiègne până la velodromul din Roubaix. Câștigătorul a fost Eddy Merckx din Belgia de la echipa Faemino–Faema.

## Rezultate
| Loc | Concurent                 | Echipă              | Timp       |
| --- | ------------------------- | ------------------- | ---------- |
| 1   | Eddy Merckx (BEL)         | Faemino–Faema       | 6h 23' 15" |
| 2   | Roger De Vlaeminck (BEL)  | Flandria–Mars       | + 5' 21"   |
| 3   | Eric Leman (BEL)          | Flandria–Mars       | + 5' 29"   |
| 4   | André Dierickx (BEL)      | Flandria–Mars       | + 5' 29"   |
| 5   | Walter Godefroot (BEL)    | Salvarani           | + 7' 07"   |
| 6   | Frans Verbeeck (BEL)      | Geens–Watney        | + 7' 07"   |
| 7   | Jan Janssen (NED)         | Bic                 | + 7' 07"   |
| 8   | Roger Rosiers (BEL)       | Bic                 | + 7' 07"   |
| 9   | Gerben Karstens (NED)     | Peugeot–BP–Michelin | + 8' 05"   |
| 10  | Jean-Pierre Monseré (BEL) | Flandria–Mars       | + 8' 05"   |